# Strippad TV-tablå
Stripp eller bombmatta är visning av en serie TV-program på samma tid i TV-tablån flera dagar i följd, i allmänhet måndag till fredag.
Det är mest korta program (15 eller 30 minuter) som är strippade. Längre program visas i allmänhet en gång i veckan.